# Cleanin' Out My Closet
"Cleanin' Out My Closet" is een single van rapper Eminem, afkomstig van zijn album The Eminem Show. In de track biedt hij op sarcastische wijze zijn verontschuldigingen aan ten opzichte van zijn moeder, terwijl hij haar in feite met de grond gelijk maakt. Eminem schreef en produceerde het nummer zelf, en het was een commercieel succes.

## Charts
| Chart                           | Hoogste positie |
| ------------------------------- | --------------- |
| Australische ARIA Single Top 50 | 3               |
| Belgische Ultratop 50           | 6               |
| Duitse Single Top 100           | 4               |
| Engelse Single Top 75           | 4               |
| Finse Single Top 20             | 10              |
| Franse Single Top 100           | 20              |
| Italiaanse Single Top 50        | 8               |
| Nederlandse Top 40              | 6               |
| Noorse Single Top 20            | 4               |
| Oostenrijkse Single Top 75      | 5               |
| VS Billboard Hot 100            | 4               |
| Zweedse Single Top 60           | 3               |
| Zwitserse Single Top 100        | 5               |

## NPO Radio 2 Top 2000
| Nummer met noteringen in de NPO Radio 2 Top 2000 | '16  | '17  | '18  | '19  | '20  | '21  | '22  | '23  | '24  |
| ------------------------------------------------ | ---- | ---- | ---- | ---- | ---- | ---- | ---- | ---- | ---- |
| Cleanin' Out My Closet                           | 1811 | 1675 | 1080 | 1332 | 1298 | 1432 | 1322 | 1402 | 1551 |

1. ↑  Een vetgedrukt getal geeft de hoogste notering aan.
2. ↑  2016 was het eerste jaar met een notering voor dit nummer.